# Аки
 Аки  (јап. 安芸市) град је у Јапану у префектури Кочи. Према попису становништва из 2008. у граду је живело 20.431 становника.

## Становништво
Према подацима са пописа, у граду је 2008. године живело 20.431 становника.
| 1995.  | 2000.  | 2005.  |
| ------ | ------ | ------ |
| 22.377 | 21.321 | 20.348 |